# Duži (Czarnogóra)
Duži (cyr. Дужи) – wieś w Czarnogórze, w gminie Šavnik. W 2011 roku liczyła 106 mieszkańców.